# Terra Indígena Jacareúba/Katawixi
Jacareúba/Katawixi é uma terra indígena localizada no estado do Amazonas, nas cidades de Canutama e Lábrea. Seu território está localizado na bacia do rio Purus, próximo aos rios Mucuim e Jacareúba, e nele estão presentes os povos isolados Katawixi, da família linguística Katukina. Possui sobreposição com duas unidades de conservação: o Parque Nacional Mapinguari e menor sobreposição com a Reserva Extrativista Ituxí.

## Histórico
Em 26 de novembro de 1987 foi instituída a Portaria nº 272/1987 pela FUNAI para a constituição de Grupo de Trabalho focado em realizar estudos de identificação e levantamento das necessidades dos povos isolados Katawixi.
A partir do ano de 2007, a FUNAI tem estabelecido portarias para restringir o acesso, locomoção e permanência de pessoas estranhas ao orgão na terra indígena com o intuito de identificar e proteger os povos isolados e os recursos naturais dessa região.
Já em setembro de 2008, foram iniciadas obras de construção da Usina Hidrelétrica Santo Antônio no rio Madeira, a qual está localizada próxima à TI Jacareúba/Katawixi. Tanto a FUNAI quanto o renomado sertanista Sydney Possuelo apontaram os riscos desse empreendimento em poder impactar estes povos isolados e outros grupos indígenas próximos ao rio Madeira. Dois meses antes do início das obras o orgão indigenista emitiu relatório técnico explicitando os impactos a estes povos. A empresa responsável pela usina de Santo Antônio em conjunto com a Energia Sustentável do Brasil (atualmente Jirau Energia), responsável pela Usina Hidrelétrica de Jirau, repassou em 2012 (ano de início da operação da Usina Santo Antônio) cerca de R$12 milhões para reforçar os trabalhos de identifacações dos povos indígenas e outras ações emergenciais. A usina opera a plena capacidade desde 2017, apesar dos riscos apontados pelos documentos.
No ano de 2010, nova portaria de restrição de uso e acesso foi estabelecida pelo orgão indigenista com validade de mais três anos, estabelecendo uma área total de 453.400 hectares para a terra indígena, além de garantir fiscalização do território por meio da Frente de Proteção Etno-ambiental (FPE) Guaporé da FUNAI.
Em outubro de 2011, a FUNAI encontra novos vestígios da presença de povos isolados na região do território indígena. Foram encontradas pegadas humanas, galhos quebrados e vozes foram ouvidas durante expedição do órgão na localidade.
Assim, em 2013 a portaria de restrição de acesso é renovada por mais três anos contemplando a ampliação do território restrito para 647.386 hectares e alteração da fiscalização pela Frente de Proteção Etno-Ambiental Madeira.
Em 2016, foi estabelecida nova portaria com validade para mais um ano de restrição de acesso à terra e, no ano seguinte, nova renovação prorrogou a medida por mais quatro anos.
Esta última medida, vencida em dezembro de 2021, não foi renovada durante o governo Jair Bolsonaro. Assim, o Ministério Público recomendou em março de 2022 a renovação da portaria, para reduzir o avanço do desmatamento ilegal na terra indígena e evitar o extermínio dos povos isolados. No entanto, esta apenas foi instituída novamente mais de um ano depois, em março de 2023.

## Desmatamento
Segundo Inpe, desde 2008 até 2022 cerca de 3,3 milhões de árvores haviam sido cortadas na terra indígena Jacareúba/Katawixi e cerca de 5,8 mil hectares tinham sido desmatados.
De acordo com relatório da Coiab em conjunto com o Observatório dos Povos Indígenas Isolados e de Recente Contato (Opi), a pavimentação da BR-319 próximo ao território aumenta o potencial de desmatamento na região, já que facilitaria ainda mais o acesso a essa localidade. O leito dessa rodovia está a cerca de 15 quilômetros da terra indígena Jacareúba/Katawishi e, segundo estudos do Instituto Socioambiental e UFMG, se nada for feito para impedir a pavimentação da rodovia BR-319 a terra indígena pode acumular cerca de 270 mil hectares de desmatamento entre 2022 e 2039. Além dessa rodovia, a TI sofre a influência da proximidade com a rodovia Transamazônica e até mesmo de uma estrada de 40 quilômetros construída ilegalmente dentro do território indígena.
Segundo o mesmo relatório da Coiab e OPI, 639 imóveis rurais sobrepostos à TI foram declarados de forma irregular no sistema de Cadastro Ambiental Rural (CAR), totalizando cerca 60 mil hectares. Tais dados demonstram que o território sofre pressão com a finalidade de apropriação fundiária irregular.